# 費斯基
50°8′36″N 35°56′58″E / 50.14333°N 35.94944°E

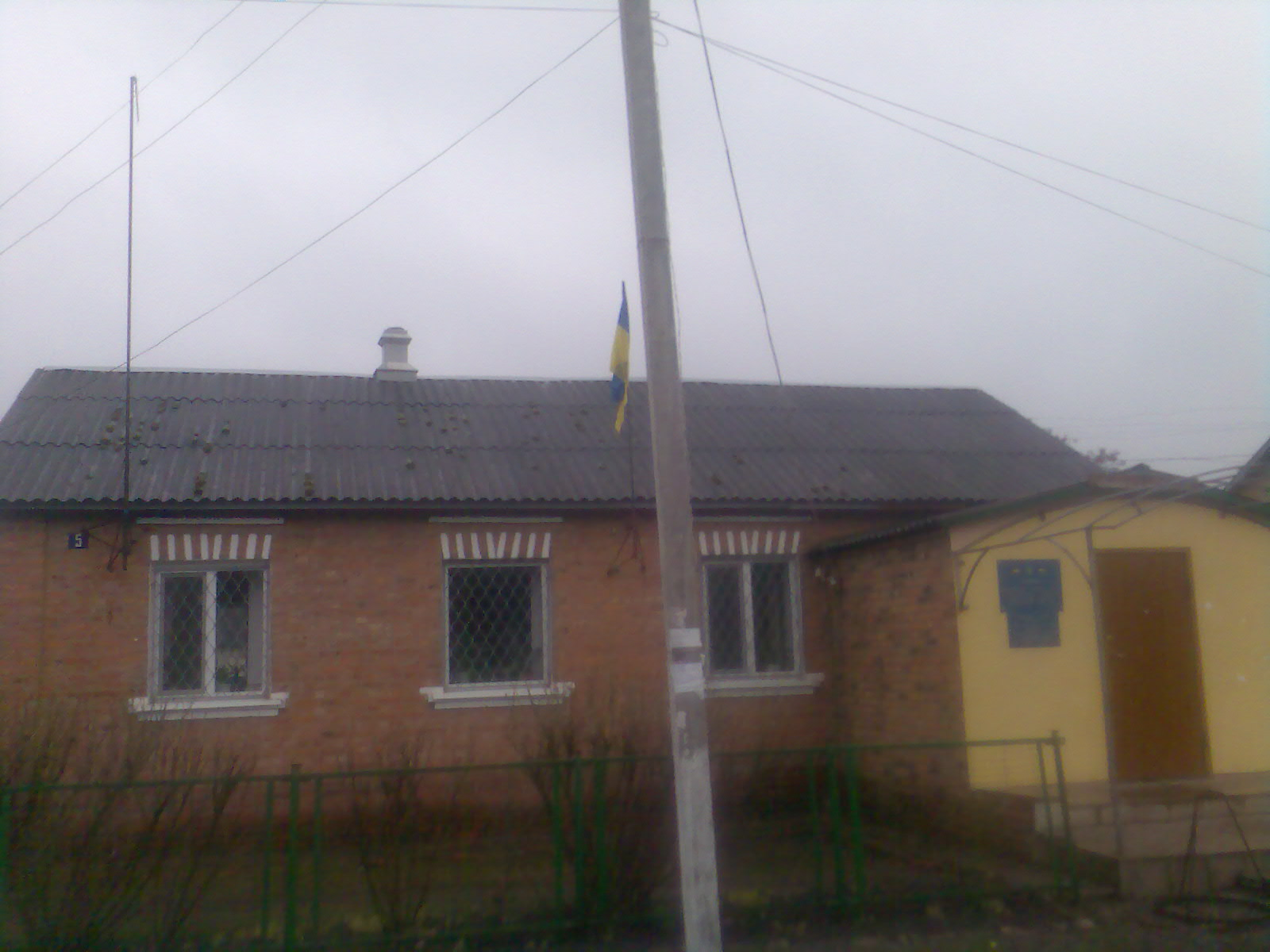

費斯基（羅馬化：Fesky）是位於烏克蘭東部的村莊，由哈爾科夫州博霍杜希夫區的佐洛奇夫市鎮負責管轄。該村距離切佩利和霍洛瓦希夫卡2公里，始建於1633年，面積1.53平方公里，海拔高度133米，2001年人口1,633。